# Nolina humilis
Nolina humilis är en sparrisväxtart som beskrevs av Sereno Watson. Nolina humilis ingår i släktet Nolina och familjen sparrisväxter. Inga underarter finns listade i Catalogue of Life.